# Danh sách cầu thủ tham dự Cúp bóng đá Trung Mỹ 2005
Đây là danh sách các đội hình tham dự Cúp bóng đá Trung Mỹ 2005 ở Guatemala, từ 19 đến 27 tháng 2 năm 2005.

## Bảng A

### Belize
Huấn luyện viên:  Anthony Adderly
| Số | Vt | Cầu thủ            | Ngày sinh (tuổi) | Số trận | Câu lạc bộ        |
| -- | -- | ------------------ | ---------------- | ------- | ----------------- |
| 1  | TM | Shane Moody-Orio   | August 7, 1980   |         | Boca F.C.         |
| 2  | HV | Albert Thurton     |                  |         | Kulture Yabra FC  |
| 3  | HV | Vallan Symms       |                  |         | Kulture Yabra FC  |
| 4  | HV | Dalton Eiley       |                  |         | Placencia Pirates |
| 5  | TV | Raúl Celiz         |                  |         | Juventus F.C.     |
| 6  | TV | Bernard Linarez    |                  |         | Placencia Pirates |
| 8  | TĐ | Giovanni Celize    |                  |         |                   |
| 9  | TV | Norman Pipersburgh |                  |         | Kulture Yabra FC  |
| 10 | TV | Harrison Roches    |                  |         | Boca F.C.         |
| 12 | TĐ | Trevor Lennen      |                  |         |                   |
| 14 | TV | Gilmore Palacio    |                  |         |                   |
| 15 | TĐ | Víctor Morales     |                  |         | Boca F.C.         |
| 17 | TV | Jorge Dorado       |                  |         |                   |
| 18 | HV | Orland Lyons       |                  |         | Kulture Yabra FC  |
| 19 | HV | Elroy Smith        |                  |         | Print Belize      |
| 20 | HV | Jarbi Álvarez      |                  |         | Kulture Yabra FC  |
| 22 | TV | Carlos Slusher     |                  |         | Kulture Yabra FC  |
| 25 | TM | Woodrow West       |                  |         | San Isidro Eagles |

### Guatemala
Huấn luyện viên:  Ramón Maradiaga
| Số | Vt | Cầu thủ               | Ngày sinh (tuổi)  | Số trận | Câu lạc bộ         |
| -- | -- | --------------------- | ----------------- | ------- | ------------------ |
| 1  | TM | Miguel Ángel Klée     |                   |         | Cobán Imperial     |
| 2  | HV | Nelson Morales        |                   |         | Cobán Imperial     |
| 6  | HV | Gustavo Cabrera       | December 13, 1979 |         | CSD Comunicaciones |
| 8  | TV | Gonzalo Romero        |                   |         | CSD Municipal      |
| 9  | TV | Carlos Castillo       |                   |         | CSD Municipal      |
| 10 | TĐ | Edwin Villatoro       |                   |         | CD Suchitepéquez   |
| 11 | TV | Guillermo Ramírez     | March 26, 1978    |         | CSD Municipal      |
| 12 | TV | Carlos Figueroa       |                   |         | CSD Municipal      |
| 13 | HV | Néstor Martínez       |                   |         | CSD Comunicaciones |
| 14 | TV | Andrés Rivera         |                   |         | Club Xelajú MC     |
| 15 | TĐ | Juan Carlos Plata     | January 1, 1971   |         | CSD Municipal      |
| 16 | TĐ | José Zacarías Antonio |                   |         | Club Xelajú MC     |
| 18 | TV | Carlos Quiñónez       |                   |         | CSD Comunicaciones |
| 23 | TĐ | Hernán Sandoval       |                   |         | CSD Comunicaciones |
| 24 | TV | Maynor Dávila         |                   |         | Aurora FC          |
| 25 | TM | Paulo César Motta     |                   |         | CSD Municipal      |
| 26 | HV | Ángel Sanabria        |                   |         | Cobán Imperial     |
| 27 | HV | Elton Gerson Brown    |                   |         | Deportivo Heredia  |

### Honduras
Huấn luyện viên:  José de la Paz Herrera
| Số | Vt | Cầu thủ          | Ngày sinh (tuổi)  | Số trận | Câu lạc bộ       |
| -- | -- | ---------------- | ----------------- | ------- | ---------------- |
| 1  | TM | Víctor Coello    | April 10, 1974    |         | CD Marathón      |
| 3  | HV | Astor Henriquez  |                   |         | Universidad      |
| 5  | HV | Milton Reyes     | May 2, 1974       |         | C.D. Motagua     |
| 6  | HV | Sergio Mendoza   |                   |         | Real C.D. España |
| 8  | TV | Wilson Palacios  | July 29, 1984     |         | CD Olímpia       |
| 9  | TĐ | Luis Ramírez     |                   |         | C.D. Victoria    |
| 10 | TĐ | Wilmer Velasquez | April 28, 1972    |         | CD Olímpia       |
| 11 | TĐ | Milton Núñez     | November 30, 1972 |         | CD Marathón      |
| 12 | TV | Elkin González   |                   |         | Real C.D. España |
| 13 | TV | Denis Ferrera    |                   |         | CD Marathón      |
| 15 | HV | Darwin Pacheco   |                   |         | CD Marathón      |
| 16 | TV | Walter Lopez     |                   |         | CD Olímpia       |
| 17 | HV | Erick Vallecillo |                   |         | Real C.D. España |
| 19 | HV | Mario Berrios    |                   |         | CD Marathón      |
| 20 | HV | Hendry Thomas    |                   |         | CD Olímpia       |
| 22 | TM | Junior Morales   |                   |         | Real C.D. España |
| 23 | TV | Iván Guerrero    | November 30, 1977 |         | Chicago Fire     |
| 24 | HV | Carlos Morán     |                   |         | C.D. Victoria    |

### Nicaragua
Huấn luyện viên:  Marcelo Zuleta
| Số | Vt | Cầu thủ               | Ngày sinh (tuổi) | Số trận | Câu lạc bộ         |
| -- | -- | --------------------- | ---------------- | ------- | ------------------ |
| 1  | TM | Denis Espinoza        |                  |         | Diriangén FC       |
| 2  | HV | Hevel Quintanilla     |                  |         | Diriangén FC       |
| 3  | HV | Ezequiel Luna         |                  |         | Deportivo Masatepe |
| 4  | HV | Elvis Balladares      |                  |         | Deportivo Masatepe |
| 5  | HV | Juan Carlos Vilchez   |                  |         | Diriangén FC       |
| 6  | HV | Carlos Alonso         |                  |         | Real Estelí        |
| 7  | TV | Tyron Acevedo         |                  |         | Diriangén FC       |
| 8  | TV | Franklin López        |                  |         | Diriangén FC       |
| 9  | TV | Sergio Iván Rodríguez |                  |         | Real Estelí        |
| 10 | TV | Milton Bustos         |                  |         | Diriangén FC       |
| 11 | TĐ | Rudel Calero          |                  |         | Real Estelí        |
| 12 | TĐ | Armando Ismael Reyes  |                  |         | Diriangén FC       |
| 13 | TĐ | Miguel Ángel Sánchez  |                  |         | Diriangén FC       |
| 14 | HV | Eustace Martin        |                  |         | Parmalat FC        |
| 15 | HV | Jaime Raúl Ruíz       |                  |         | Real Estelí        |
| 16 | TV | Mario Acevedo         |                  |         | CSD Municipal      |
| 17 | HV | Silvio Avilés         |                  |         | Diriangén FC       |
| 25 | TM | Carlos Mendieta       |                  |         | Parmalat FC        |

## Bảng B

### Costa Rica
Huấn luyện viên:  Jorge Luis Pinto
| Số | Vt | Cầu thủ               | Ngày sinh (tuổi) | Số trận | Câu lạc bộ              |
| -- | -- | --------------------- | ---------------- | ------- | ----------------------- |
| 1  | TM | Donny Grant           |                  |         | Municipal Pérez Zeledón |
| 3  | HV | Michael Umaña         |                  |         | Club Sport Herediano    |
| 4  | HV | Alexander Castro      |                  |         | LD Alajuelense          |
| 6  | TV | Danny Fonseca         |                  |         | C.S. Cartaginés         |
| 7  | TĐ | Jhonny Cubero         |                  |         | Comunicaciones          |
| 8  | HV | Berny Peña            |                  |         | Brujas F.C.             |
| 10 | TV | Alonso Solís          |                  |         | Deportivo Saprissa      |
| 11 | TV | Jafet Soto            |                  |         | Club Sport Herediano    |
| 12 | HV | Roy Miller            |                  |         | C.S. Cartaginés         |
| 13 | TV | Géiner Segura         |                  |         | Municipal Pérez Zeledón |
| 14 | TV | Christián Badilla     |                  |         | Club Sport Herediano    |
| 15 | HV | Junior Díaz           |                  |         | Club Sport Herediano    |
| 17 | TĐ | Ever Alfaro           |                  |         | Municipal Pérez Zeledón |
| 18 | TM | José Francisco Porras |                  |         | Deportivo Saprissa      |
| 19 | TV | Roy Myrie             |                  |         | LD Alajuelense          |
| 20 | HV | Douglas Sequeira      |                  |         | Deportivo Saprissa      |
| 21 | TĐ | Whayne Wilson         |                  |         | Brujas F.C.             |
| 22 | TĐ | Erick Scott           |                  |         | LD Alajuelense          |

### El Salvador
Huấn luyện viên:  Carlos Cavagnaro
| Số | Vt | Cầu thủ              | Ngày sinh (tuổi) | Số trận | Câu lạc bộ            |
| -- | -- | -------------------- | ---------------- | ------- | --------------------- |
| 1  | TM | Álvaro Misael Alfaro |                  |         | Alianza FC            |
| 2  | HV | José Rafael Tobar    |                  |         | ADFA La Paz           |
| 3  | HV | Marvin González      |                  |         | Club Deportivo FAS    |
| 4  | HV | Marvin Benítez       |                  |         | C.D. Águila           |
| 5  | HV | Víctor Velásquez     |                  |         | Club Deportivo FAS    |
| 6  | HV | Erick Dowson Prado   |                  |         | A.D. Isidro Metapán   |
| 7  | TV | Cristian Álvarez     |                  |         | Club Deportivo FAS    |
| 8  | TV | Emerson Umaña        |                  |         | Club Deportivo FAS    |
| 9  | TĐ | Alexander Campos     |                  |         | C.D. Águila           |
| 12 | HV | Deris Umanzor        |                  |         | C.D. Águila           |
| 13 | TV | Dennis Alas          |                  |         | San Salvador F.C.     |
| 14 | TĐ | Rudis Corrales       |                  |         | C.D. Águila           |
| 15 | HV | Alexander Escobar    |                  |         | A.D. Isidro Metapán   |
| 16 | TV | Isaac Zelaya         |                  |         | C.D. Luis Ángel Firpo |
| 18 | TV | Gilberto Murgas      |                  |         | Club Deportivo FAS    |
| 19 | HV | Alfredo Pacheco      |                  |         | Club Deportivo FAS    |
| 23 | TĐ | José Martínez        |                  |         | C.D. Luis Ángel Firpo |
| 25 | TM | Santos Rivera        |                  |         | C.D. Águila           |

### Panama
Huấn luyện viên:  José Hernández
| Số | Vt | Cầu thủ               | Ngày sinh (tuổi) | Số trận | Câu lạc bộ         |
| -- | -- | --------------------- | ---------------- | ------- | ------------------ |
| 1  | TM | Donaldo González      |                  |         | CD Marathón        |
| 2  | HV | Joel Solanilla        |                  |         | Plaza Amador       |
| 3  | HV | Luis Moreno           |                  |         | Tauro F.C.         |
| 4  | HV | José Anthony Torres   |                  |         | CD Marathón        |
| 5  | HV | Luis Henríquez        |                  |         | CD Árabe Unido     |
| 6  | TV | Engin Mitre           |                  |         | Plaza Amador       |
| 7  | TĐ | Blas Pérez            |                  |         | Deportivo Cali     |
| 8  | TV | Gabriel Enrique Gómez |                  |         | Tauro F.C.         |
| 9  | TĐ | José Luis Garcés      |                  |         | San Francisco F.C. |
| 10 | TV | Julio Medina III      |                  |         | C.D. Águila        |
| 11 | TV | Amilcar Henríquez     |                  |         | CD Árabe Unido     |
| 12 | TM | Jaime Penedo          |                  |         | CD Árabe Unido     |
| 13 | TV | Juan Ramón Solís      |                  |         | San Francisco F.C. |
| 14 | HV | Armando Gun           |                  |         | San Francisco F.C. |
| 15 | TĐ | Ricardo Phillips      |                  |         | Tauro F.C.         |
| 16 | TV | William Aguilar       |                  |         | Tauro F.C.         |
| 18 | TĐ | Orlando Rodríguez     |                  |         | Deportivo Pereira  |
| 20 | HV | Juan Carlos Cubilla   |                  |         | Tauro F.C.         |